# Nematocarcinus undulatipes
Nematocarcinus undulatipes is een garnalensoort uit de familie van de Nematocarcinidae. De wetenschappelijke naam van de soort is voor het eerst geldig gepubliceerd in 1888 door Spence Bate.